# Luís Cabral
Luís Severino de Almeida Cabral (Bissau, 11 aprile 1931 – Torres Vedras, 30 maggio 2009) è stato un politico guineense.
È stato il primo Presidente della Guinea-Bissau, in carica dal settembre 1973 al novembre 1980. Fu deposto da un colpo di Stato guidato da João Bernardo Vieira. In seguito al colpo di Stato andò in esilio prima a Cuba e poi in Portogallo, dove morì.
Era fratellastro di Amílcar Cabral, col quale ha fondato il PAIGC nel 1956, organizzazione a quei tempi clandestina.